# Taeniopterygidae
Taeniopterygidae es una familia de plecópteros con unas 80 especies descritas. Tienen una distribución holártica.
Los adultos son más pequeños de 15 mm.

## Especies
Las fuentes son , Nearctica.com: Plecoptera List y . Las especies sin distribuciones mencionadas son de distribución paleoártica.
- Taeniopteryginae Klapálek, 1905

- Taeniopteryx Pictet, 1841

- Taeniopteryx angarensis (Zapekina-Dulkeit 1956) (igual que T. nebulosa?)
- Taeniopteryx araneoides Klapálek, 1902
- Taeniopteryx auberti Kis & Sowa, 1964
- Taeniopteryx burksi Ricker & Ross, 1968 (neártico)
- Taeniopteryx caucasica Zhiltsova, 1981 (Rusia)
- Taeniopteryx fusca Ikonomov, 1980 (vieja Yugoslavia)
- Taeniopteryx hubaulti Aubert, 1946
- Taeniopteryx kuehtreiberi Aubert, 1950
- Taeniopteryx lita Frison, 1942 (neoártico)
- Taeniopteryx lonicera Ricker & Ross, 1968 (neártico)
- Taeniopteryx maura (Pictet, 1841) (neártico)
- Taeniopteryx metequi Ricker & Ross, 1968 (neártico)
- Taeniopteryx mercuryi Fochetti & Nicolai, 1996 (Italia)
- Taeniopteryx nebulosa (Linnaeus, 1758)
- Taeniopteryx nelsoni Kondratieff & Kirchner, 1982 (Virginia)
- Taeniopteryx nivalis (Fitch, 1847) (neártico)
- Taeniopteryx parvula Banks, 1918 (neártico)
- Taeniopteryx pecos Baumann & Jacobi, 1984 (Nuevo México)
- Taeniopteryx robinae Kondratieff & Kirchner, 1984 (Carolina del Sur)
- Taeniopteryx schoenemundi (Mertens 1923) (vieja Yugoslavia)
- Taeniopteryx starki Stewart & Szczytko, 1974 (Texas)
- Taeniopteryx tenuis Needham, 1905
- Taeniopteryx ugola Ricker & Ross, 1968 (neártico)

- Brachypterainae (Brachypterinae ya es usado en Coleoptera, Erichson, 1845)

- Bolotoperla Ricker & Ross, 1975

- Bolotoperla rossi (Frison, 1942) (neártico)

- Brachyptera Newport, 1848

- Brachyptera trifasciata (Pictet, 1832)
- Brachyptera algirica Aubert, 1956
- Brachyptera ankara Kazanci, 2000 (Turquía)
- Brachyptera arcuata (Klapálek, 1902)
- Brachyptera auberti Consiglio, 1957
- Brachyptera beali (Navás, 1923)

- Brachyptera beali beali (Navás, 1923)
- Brachyptera beali cretica Zwick, 1978 (Grecia)

- Brachyptera berkii Kazanci, 2001 (noroeste de Turquía)
- Brachyptera braueri (Klapálek, 1900)
- Brachyptera brevipennis Zhiltzova, 1964
- Brachyptera bulgarica Rauser, 1962
- Brachyptera calabrica Aubert, 1953
- Brachyptera dinarica Aubert, 1964
- Brachyptera demirsoyi Kazanci, 1983 (Turquía)
- Brachyptera galeata Koponen, 1949
- Brachyptera graeca Berthélemy, 1963
- Brachyptera helenica Aubert, 1956
- Brachyptera macedonica Ikonomov, 1983 (vieja Yugoslavia)
- Brachyptera monilicornis (Pictet, 1841)
- Brachyptera phthiotica Berthélemy, 1971
- Brachyptera putata (Newman, 1838)
- Brachyptera risi (Morton, 1896)
- Brachyptera seticornis (Klapálek, 1902)
- Brachyptera sislii Kazanci, 1983 (Turquía)
- Brachyptera starmachi Sowa, 1966
- Brachyptera thracica Rauser, 1965
- Brachyptera transcaucasica Zhiltzova, 1956

- Brachyptera transcaucasica transcaucasica Zhiltzova, 1956
- Brachyptera transcaucasica kykladica Zwick, 1978 (Grecia)

- Brachyptera ristis (Klapálek, 1901) Aubert 1946
- Brachyptera vera Berthelemy & Gonzalez del Tanago, 1983 (España)

- Brachyptera vera vera Berthelemy & Gonzalez del Tanago, 1983 (España)
- Brachyptera vera cordubensis Berthelemy & Baena Ruiz, 1984 (España)

- Brachyptera zwicki Braasch & Joost, 1971

- Doddsia Needham & Claassen, 1925

- Doddsia japonica (Okamoto, 1922) (Japón)
- Doddsia nohirae (Okamoto, 1922) (Japón)
- Doddsia occidentalis (Banks, 1900) (neártico)
- Doddsia onotata (Okamoto, 1922) (Japón)

- Kyphopteryx Kimmins, 1946

- Kyphopteryx dorsalis Kimmins, 1946
- Kyphopteryx brodskii Zhiltzova, 1972

- Mesyatsia Ricker & Ross, 1975

- Mesyatsia karakorum Sámal, 1935
- Mesyatsia imanishii (Uéno, 1940) (Japón)
- Mesyatsia makartchenkoi Teslenko & Zhiltzova, 1992 (Rusia)
- Mesyatsia nigra Zwick & Sivec, 1980 (Bután)

- Obipteryx

- Obipteryx femoralis (Okamoto, 1922) (Japón)
- Obipteryx yugawae Kohno, 1965 (Japón)

- Okamotoperla Ricker & Ross, 1975

- Okamotoperla zonata (Okamoto, 1922) (Japón)

- Oemopteryx Klapálek, 1902

- Oemopteryx contorta (Needham & Claassen, 1925) (neártico)
- Oemopteryx fosketti (Ricker, 1965) (neártico)
- Oemopteryx glacialis (Newport, 1849) (neártico)
- Oemopteryx loweii (Albarda, 1889)
- Oemopteryx vanduzeea (Claassen, 1937) (neártico)

- Rhabdiopteryx

- Rhabdiopteryx hamulata (Klapálek, 1902)
- Rhabdiopteryx antoninoi Vincon & Ravizza, 1999 (España)
- Rhabdiopteryx acuminata Klapálek, 1905
- Rhabdiopteryx alpina Kühtreiber, 1934
- Rhabdiopteryx doieranensis Ikonomov, 1983 (vieja Yugoslavia)
- Rhabdiopteryx neglecta (Albarda, 1889)
- Rhabdiopteryx thienemanni Illies, 1957
- Rhabdiopteryx triangularis Braasch & Joost, 1972

- Strophopteryx Frison, 1929 (neártico)

- Strophopteryx appalachia Ricker & Ross, 1975 (neártico)
- Strophopteryx arkansae Ricker & Ross, 1975 (neártico)
- Strophopteryx cucullata Frison, 1934 (neártico)
- Strophopteryx fasciata (Burmeister, 1839) (neártico)
- Strophopteryx inaya Ricker & Ross, 1975 (neártico)
- Strophopteryx limata (Frison, 1942) (neártico)

- Taenionema Banks, 1905

- Taenionema atlanticum Ricker & Ross, 1975 (neártico)
- Taenionema californica (Needham & Claassen, 1925) (neártico)
- Taenionema frigida (Navás, 1930)
- Taenionema grinnelli (Banks, 1918) (neártico)
- Taenionema jacobii Stanger & Baumann, 1993 (Nuevo México)
- Taenionema jeanae Baumann & Nelson, 2007 (California)
- Taenionema jewetti Stanger & Baumann, 1993 (Oregón)
- Taenionema kincaidi (Hoppe, 1938) (neártico)
- Taenionema oregonensis Needham & Claassen, 1925) (neártico)
- Taenionema pacificum (Banks, 1900) (neártico)
- Taenionema pallidum (Banks, 1902) (neártico)
- Taenionema raynoria (Claassen, 1937) (neártico)
- Taenionema uinta Stanger & Baumann, 1993 (Utah)
- Taenionema umatilla Stanger & Baumann, 1993 (Oregón)

## Especies fósiles
- fósil (incertae sedis)

- †Gurvanopteryx Sinitchenkova, 1986

- †Gurvanopteryx effeta Sinitchenkova, 1986
- †Gurvanopteryx impleta Sinitchenkova, 1986

- †Jurataenionema Liu et al., 2007

- †Jurataenionema inornatus Liu et al., 2007
- †Jurataenionema stigmaeus Liu et al., 2007

- †Positopteryx Sinitchenkova, 1987

- †Positopteryx dubia Sinitchenkova, 1987

- †Protaenionema Liu et al., 2007

- †Protaenionema fuscalatus Liu et al., 2007

- †Sinotaeniopteryx Hong, 1983

- †Sinotaeniopteryx chengdeensis Hong, 1983
- †Sinotaeniopteryx luanpingensis Hong, 1983